# Mangrai

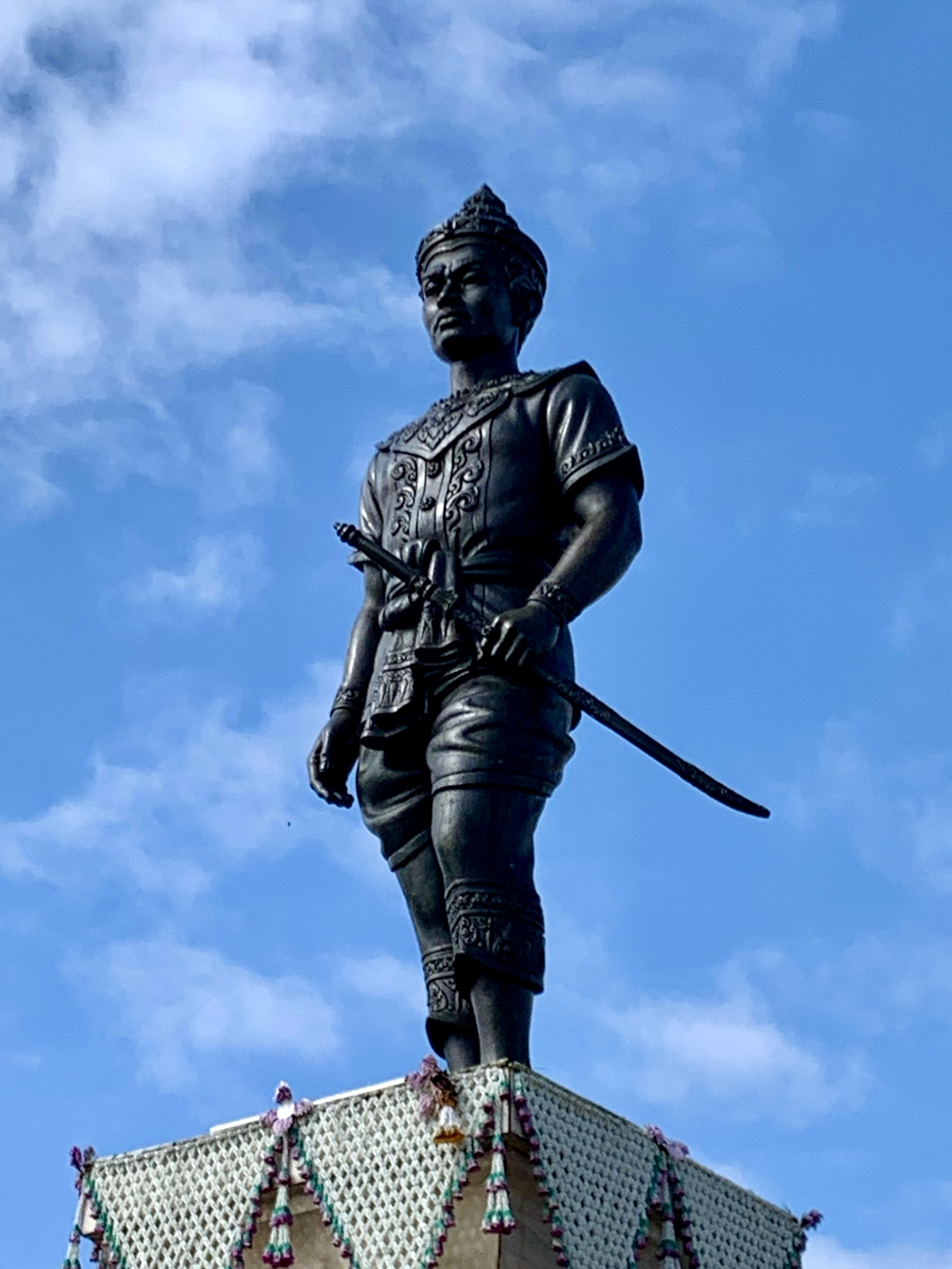
Pomnik króla Mangraia w Chiang Rai

Mangrai (taj. มังราย (1239-1311)) – pierwszy władca północno-tajskiego królestwa Lanna. Urodził się w Ngoen Yang (obecne Chiang Saen) jako syn władcy niewielkiego księstwa. W 1261 roku Mangrai odziedziczył tron, zjednoczył kilka plemion tajskich i szybko powiększył terytorium swego państwa. W roku 1262 założył stolicę Chiang Rai. Zawarł przymierze z sąsiednimi królestwami  Sukhothai i Phayao w celu obrony przed imperium mongolskim. W 1292 pokonał królestwo Monów zwane Hariphunchai (obecny Lamphun), włączając to miasto do swojego królestwa. W roku 1296 przeniósł stolicę do Chiang Mai. Jego prochy spoczywają w Chiang Rai, w świątyni Wat Ngam Muang.